# يونيسليدي كاميخو
يونيسليدي كاميخو مواليد 15 فبراير 1990، هي لاعبة كرة يد كوبية تلعب كمحور. مثلت منتخب كوبا لكرة اليد للسيدات.

## سجل المنافسة
شاركت في البطولات التالية:
- بطولة العالم لكرة اليد للسيدات 2015

## روابط خارجية
- يونيسليدي كاميخو على موقع الاتحاد الأوروبي لكرة اليد (الإنجليزية)